# Chaume-et-Courchamp
Chaume-et-Courchamp – miejscowość i gmina we Francji, w regionie Burgundia-Franche-Comté, w departamencie Côte-d’Or.
Według danych na rok 1990 gminę zamieszkiwało 131 osób, a gęstość zaludnienia wynosiła 16 osób/km² (wśród 2044 gmin Burgundii Chaume-et-Courchamp plasuje się na 779. miejscu pod względem liczby ludności, natomiast pod względem powierzchni na miejscu 1035.).